# Dongyue (socken i Kina, lat 30,98, long 105,40)
Dongyue (kinesiska: 东岳乡, 东岳) är en socken i Kina. Den ligger i provinsen Sichuan, i den sydvästra delen av landet, omkring 130 kilometer öster om provinshuvudstaden Chengdu.
Genomsnittlig årsnederbörd är 1 312 millimeter. Den regnigaste månaden är juli, med i genomsnitt 321 mm nederbörd, och den torraste är december, med 6 mm nederbörd.